# A lángoló méhész (Így jártam anyátokkal)
A lángoló méhész az Így jártam anyátokkal című televízió-sorozat hetedik évadának tizenötödik epizódja. Eredetileg 2012. február 6-án vetítették, míg Magyarországon 2012. november 7-én.
Ebben az epizódban Lily és Marshall megtartja a lakásavató bulit, ami öt perc alatt kész katasztrófába torkollik. A lakás egyes helyiségeiben más és más történik a banda tagjaival, melyek egymással összefüggésben vannak.

## Cselekmény
Marshall és Lily lakásavató bulit szerveznek, de megdöbbennek, amikor kiderül, hogy Mickey, Lily apja méheket tart a pincében. Ted és Robin egy vita hevében érkeznek a házhoz, amit felfüggesztenek a parti idejére. Jövőbeli Ted ekkor elmondja, hogy a buli öt perc alatt katasztrófába torkollott. Szobáról szobára haladva elmeséli, hol mi is történt.

### A nappali
Garrison Cootes összebalhézik Teddel, mert elfogyott az összes vegán étel. Mivel Cootes vegán, és nincs több tavaszi tekercs, a jelekből azt következteti ki, hogy Ted megette az egészet. Ezért a konyha felé veszi az irányt. Marshall elkezd beszélgetni Teddel, többek között arról, hogy idegesíti, hogy a főnöke még most is be akarja őt rántani dolgozni, a buli után. Pillanatokkal később egy lángoló ember rohan ki a konyhából méhészjelmezben.

### Az ebédlő
Kiderül, hogy a vegán tavaszi tekercseket Barney ette meg mind egy szálig, mert fantasztikusnak találta azokat. Rátapad egy nőre, aki bar mitzvót tartott a saját kismacskájának, akire azt mondja, hogy így immár felnőtt lett. Barney szerint a nő teljesen őrült, viszont szexi is, ezért felkelti a figyelmét. Lily felhívja Barney figyelmét, hogy jobb, ha óvatosan bánik vele, mert az utolsó férfit, akivel lefeküdt és aztán nem hívta vissza, megszabadított bizonyos testrészeitől. Pillanatokkal később egy lángoló ember rohan át a helyiségen méhészjelmezben.

### A konyha
Ted és Robin folytatják veszekedésüket, aminek az alapja az volt, hogy Robin egy idős nővel kiabált. Robin szerint Ted sosem áll ki magáért és kerüli a konfliktusokat. Ted ezután elhagyja a konyhát (és összebalhézik Garrison Cootes-szal). Lily és Barney bejönnek egy internetről rendelt gouda sajtért, de az leesett a földre és egy egér is rajta van. Lily kimegy a konyhából, Barney pedig visszateszi a sajtot a pultra. Marshall és Garrison Cootes vitatkozva jönnek be a helyiségbe, mert Cootes azt akarja, hogy Marshall még a buli után is dolgozzon. Marshall hirtelen dühében felmond, és azt mondja Cootes-nak, hogy találjon egy hobbit, mert túl sokat dolgozik. Mickey azt javasolja, hogy méhészkedhetne, majd megmutatja neki a méhész-védőfelszerelését. A ruha teljesen át van itatva kerozinnal, mert Mickey szerint az elijeszti a méheket. Ahogy Cootes felveszi a ruhát, elkészül Ted és Robin étele a sütőben – Cootes odanyúl, és abban a pillanatban lángra kap. Kirohan a házból és az udvaron a hóban oltja el magát. Végül is kiderül, hogy élvezte ezt a kis incidenst, mi több, megengedi Marshallnak, hogy itthon maradjon, és hogy hétfőn számít rá az irodában. Ted és Robin kiegyeznek abban, hogy pont úgy jó, ahogy mindketten viselkednek. Cootes ekkor megjegyzi, hogy elfelejtette bezárni a pinceajtót, és a házat ellepik a méhek...
A zárójelenetben látható, hogy Barney és az őrült nő az emeleten szexeltek. Barney le akar lépni, amikor a nő a közös jövőjükről beszél, de nem tud, mert mindenütt ott vannak a méhek. Aztán amikor a nő egyre vadabb dolgokat állít, Barney nem bírja tovább, és inkább hagyja, hogy megcsípjék.

## Kontinuitás
- Mickey a "46 perc" című részben költözött be a házba.
- Ted és Robin úgy szüneteltetik a vitájukat, ahogy Marshall és Lily szokták ("Ugyan már")
- Marshall gouda sajt iránti vonzalma "A szexmentes fogadós" című részben is szerepel.
- Marshall továbbra sem reagál túl jól, ha kiabálnak vele ("Ordításlánc")
- Ted utal arra, hogy már verekedett ("A bunyó")
- Lily maga is méhészkedni akart a "Jogi praktikák" című részben.

## Érdekességek
- Mikor Ted beteszi a tálat a sütőbe és beállítja 5 percre, a készülék jól láthatóan ki van kapcsolva.

## Vendégszereplők
- Martin Short – Garrison Cootes
- Chris Elliott – Mickey Aldrin
- Rebecca Creskoff – Geraldine

## Zene
- Blue Öyster Cult – Burnin' For You
- Nyikolaj Andrejevics Rimszkij-Korszakov –  A dongó